# Barda Foca il Vecchio
Barda Foca, detto anche Barda Foca il Vecchio (Kappadokia, 878 circa – Costantinopoli, 968), è stato un condottiero bizantino.

## Biografia

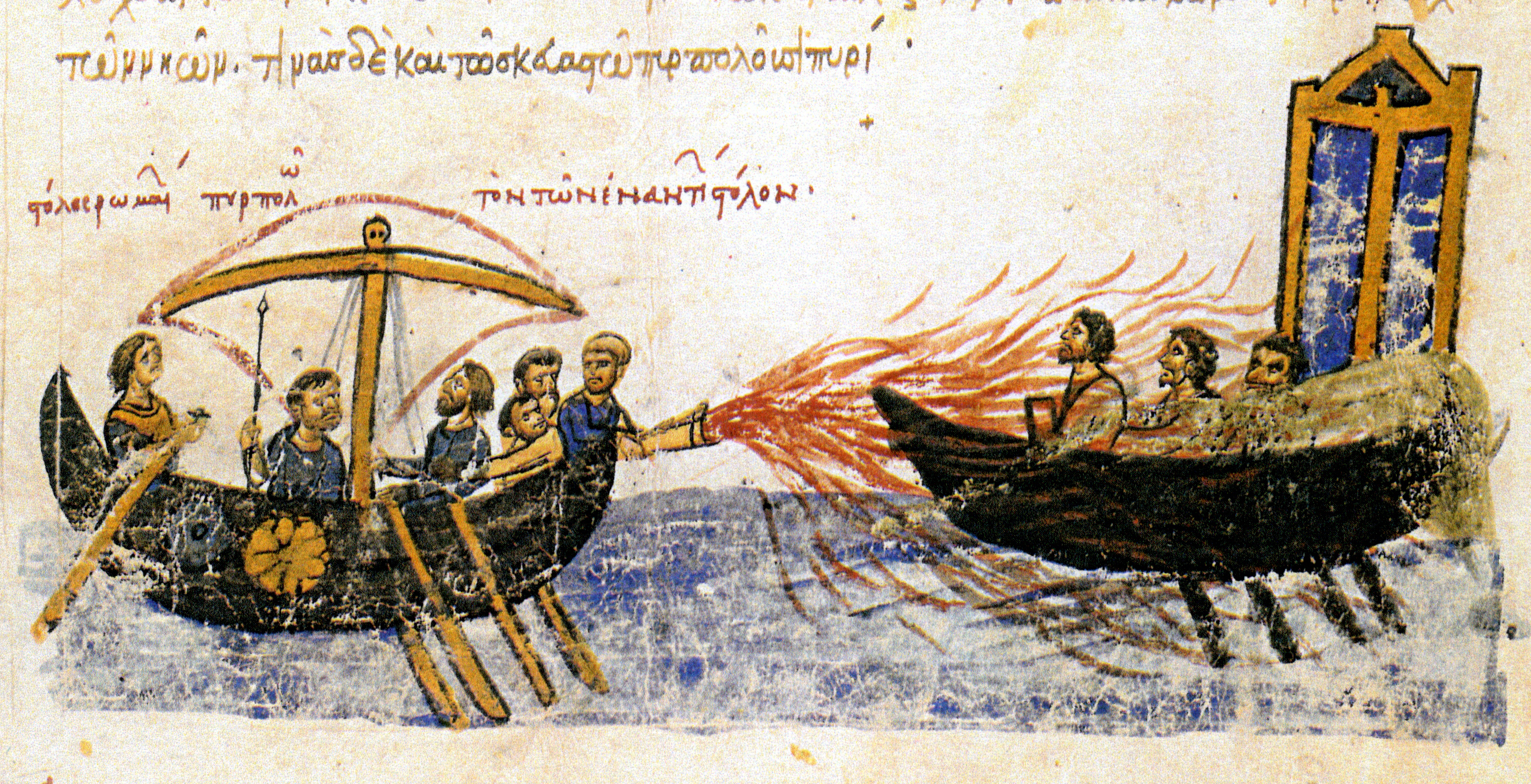
Attacco bizantino col fuoco greco.

Appartenente alla famiglia cappadoce dei Foca, era figlio del grande generale Niceforo Foca; fu a sua volta padre dei generali Niceforo Foca il giovane (poi imperatore Niceforo II Foca), Costantino Foca e Leone Foca il giovane.
Era governatore del thema di Armeniakon nel 941, allorché Costantinopoli fu attaccata da una flotta del principato Rus' di Kiev comandata da Igor' di Kiev; Barda contribuì alla disfatta dei Rus' di Kiev grazie all'impiego del micidiale fuoco greco. Si batté ancora contro i Rus' di Kiev, assieme a Giovanni Curcuas.
Nel 944 fu nominato da Costantino VII Porfirogenito comandante supremo dell'esercito bizantino nella lotta contro gli Arabi a oriente. Non ebbe molto successo e fu ferito in modo grave nel 953, venendo sostituito dal figlio Niceforo. Quando quest'ultimo ascese al soglio imperiale, per usurpazione, nel 963, Barda ottenne il titolo di "cesare". Morì quasi novantenne nel 968.